# Козловський Микола Федорович
Мико́ла Фе́дорович Козло́вський (8 травня 1921 , Суми, Харківська губернія  — 15 серпня 1996 , Київ ) — український майстер фотографічних справ. Заслужений працівник культури України.

## Біографія
Свій перший фотоапарат Микола Федорович отримав досить незвичайним чином. В підлітковому віці він мешкав в дитячій «комуні Макаренка» (втік з дому в голодний 1932), де приєднався до гуртка авіамоделювання і виграв всесвітній конкурс. Приз — автомобіль і фотоапарат. Автомобіль експропріювали на користь держави, зате камера залишилась.
Перша серйозна робота фотографа — «київський Нюрнберг», суд над полоненими нацистами, що відбувався прямо на Майдані у січні 1946.
З 1948 року працював спеціальним фотокореспондентом журналу «Огонек» по Україні.
На початку 60-х Козловський здійснив велику подорож, за результатами якої вийшла фотокнига «Через 15 морів та 2 океани» (1962). Козловський почав з Болгарії, проїхав через Чехію і Францію на південь до Середземного моря, потім Африка, звідти в Індію і Східну Азію, і нарешті в Японію. В Японії мер Кіото урочисто вручив Козловському ключі від міста.
Лауреат Шевченківської премії 1986 року за фотоальбом «Києве мій».
Серед його творчого доробку більш як 30 фотоальбомів, з них:
- 1956 — «Пейзажі Закарпаття»,
- 1960 — «Знову цвітуть каштани» Дмитро Миколайович Бальтерманц, Микола Федорович Козловський, Олесь Гончар (передмова). — Державне видавництво образотворчого мистецтва и музичноï литератури УРСР («Мистецтво»). Тираж 30000. Друк: Московская типография № 2 Мосгорсовнархоза.
- 1962 — «Через 15 морей и 2 океана» Николай Козловский. «Мистецтво». Тираж 20000. Передмова: Любомир Дмитерко.
- 1967 — «Карпати кличуть». «Мистецтво». Тираж 16000. Вступне слово І. В. Сідея.
- 1969 — «Київ та кияни». «Мистецтво». Тираж 15000. Передмова: Василь Большак.
- 1973 — «В объективе жизнь». «Мистецтво». Тираж 14000. Передмова: Анатолій Софронов.
- 1976 — «Києве мій». «Мистецтво». Тираж 40000. Художнє оформлення та макет І. А. Семенюка.
- 1979 — «Київ та кияни». «Мистецтво». Тираж 20000. Післямова: Павло Загребельний. Друк: друкарня «Дело», Любляна.
- 1982 — «Балет. Етюди і образи». «Мистецтво». Тираж 25000. Друк: Графише Верке Цвикау — ГДР.
- 1982 — «Фотографии» Николай Козловский. «Планета», Москва. Тираж 20000. Автор вступної статті Станіслав Сергійович Калінічев. Друк: Ордена Октябрьской Революции и ордена Трудового Красного Знамени Первая Образцовая типография имени А. А. Жданова Союзполиграфпрома при Государственном комитете СССР по делам издательств, полиграфии и книжной торговли.
- 1985 — «Києве мій». «Мистецтво». Тираж 25000. Післямова Миколи Яковича Зарудного. Віддруковано в Югославії: Югославияпублик, м. Белград. Друкарня «Дело», м. Любляна.
- 1986 — «По Дніпру: від Херсона до Києва». «Мистецтво». Тираж 20000. Автор нарисів Ігор Іванович Засєда.
- 1987 — «Патоновцы», 2-е издание, переработанное и дополненное. «Наукова думка», Київ. Тираж 6700. Автори вступної статті: Б. І. Медовар, Л. М. Ступак.
- 1987 — «Київ». «Мистецтво». Тираж 25000. Вірші Бориса Ілліча Олійника. Післямова Олеся Терентійовича Гончара. Віддруковано в Югославії: «Югославияпублик», м. Белград, друкарня БИГЗ Белград.
- 1993 — «Київ», із змінами. «Мистецтво». Тираж не вказується. Друк: Головне підприємство республіканського виробничого об'єднання «Поліграфкнига». (В цілому вміст видання збігається з однойменним альбомом 1987 року, але присутні деякі зміни: відсутня суперобкладинка, натомість ламінована палітурка оформлена як обкладинка попереднього видання, через що обидва альбоми здалеку важко відрізнити; змінена послідовність окремих фото; вилучене принаймні одне зображення — скульптурної групи на чолі з вождем світового пролетаріату В. Леніним на нинішньому майдані Незалежності; на ряді фото червоні прапори грубо заретушовані під жовто-блакитні, що іноді створює комічний ефект: на розвороті стор. 84—85, де зображений літак АН-124 у польоті, червоний прапор на вертикальному оперенні заретушований жовто-синім, але реєстраційний номер борту так і залишився СССР-680125. За словам сина фотомайстра, Миколи Миколайович, Микола Федорович був розчарований цим виданням.)

Серед його робіт — знімки А. Бучми, М. Крушельницького, Н. Ужвій, Є. Пономаренка, Ю. Шумського, М. Романова, М. Литвиненко-Вольгемут, І. Паторжинського, Г. Юри, З. Гайдай, М. Гришка.
Серед учнів — Ю. Бусленко.